# Острова Королевы Шарлотты (колония)
Острова Королевы Шарлотты (англ. Queen Charlotte Islands) — колония Великобритании, существовавшая на одноимённом архипелаге с 1853 по 1863 годы.
Колония была создана министерством по делам колоний после того, как в результате золотой лихорадки 1851 года резко возросла морская торговля, осуществляемая на американских кораблях. Однако колония была образована уже после завершения золотой лихорадки, для неё не было выстроено столицы, а единственным чиновником колонии стал назначенный её губернатором Джеймс Дуглас, являвшийся к тому времени одновременно губернатором колонии Ванкувер. Колония существовала чисто номинально, и в июле 1863 года вошла в состав колонии Британская Колумбия.